# Union Boxing Promotion
Union Boxing Promotion (UBP) — одна з найбільших в Україні промоутерських компаній.
Створена у Донецьку в грудні 2002 р.
Очолюють - Геннадій Мінович Узбек, Юрій Георгійович Рубан і Єлісеєв Дмитро Васильович.
Тренерська робота доручена - головний тренер МС СРСР - Ігор Гапон, другий тренер ЗТУ Черенков Валерій.
UBP проводить рейтингові, титульні і чемпіонські бої на території України, а також організовує поїздки боксерів-професіоналів на турніри і тренувальні збори, що проходять за кордоном.
Велику увагу UBP приділяє популяризації боксу в Україні, залученню в професійний бокс талановитих і перспективних боксерів.
Мета UBP - завоювання чемпіонських звань за різними версіями у світі професійного боксу, а також максимальна увага до любителів боксу в Україні і за її межами. Станом на квітень 2013 року боксери UBP завоювали 36 чемпіонських титулів за різними версіями професійних боксерських асоціацій. Загальна ж кількість завойованих та захищених титулів - 95.
За оцінкою Інтернаціональної боксерської федерації (IBF) «Union Boxing Promotion» визнано найкращою промоутерською компанією 2005 року в Європі. На щорічній конвенції WBC президента компанії Юрія Рубана було визнано найкращим промоутером року за версією WBC Youth.

## Хронологія проведення міжнародних турнірів під егідою UBP
| Дата                 | Місце проведення               | Формула поєдинка     | Суперник 1                             | Результат    | Суперник 1                              | Примітки |
| -------------------- | ------------------------------ | -------------------- | -------------------------------------- | ------------ | --------------------------------------- | --- |
| 5 квітня 2013 р.     | Донецьк, ДВУОР                 |                      |                                        |              |                                         | «Pro Boxing Show — XIII», міжнародний професійний турнір, бій за титул "Vacant Ukraine super bantamweight title" (Олександр Єгоров — Дмитро Аушев), бій за титул "Vacant WBA International flyweight title" (Артем Далакян — Давид Каналаш), бій за титул "Vacant WBA Inter-Continental flyweight title" (Олександр Грищук — Габор Молнар) [Архівовано 14 червня 2013 у Wayback Machine.] |
| 10 листопада 2012 р. | Донецьк, ПС «Дружба»           |                      |                                        |              |                                         | «Pro Boxing Show — XII», міжнародний професійний турнір, бої за титул інтерконтинентального чемпіона світу за версією WBA (Яго Кіладзе — Ismail Abdoul, Олег Єфимович — Franklin Teran), бій за титул "interim WBA World title" (Станіслав Каштанов — Сервер Емурлаєв) [Архівовано 21 лютого 2014 у Wayback Machine.] |
| 29 квітня 2012 р.    | Донецьк, «Донбас-Арена»        |                      |                                        |              |                                         | «Pro Boxing Show — XI», міжнародний професійний турнір, бій за титул чемпіона світу за версією WBA (В'ячеслав Сенченко — Paul Malignaggi, бої за титул інтерконтинентального чемпіона світу за версією WBA (Яго Кіладзе — Julien Perriaux, Олег Єфимович — Sergio Carlos Santillan), бій за титул інтернаціонального чемпіона світу за версією WBA (Андрій Кудрявцев — Samir Ziani), бій за титул "International Boxing Council title" (Володимир Кравець — Abdoulaye Soukouna) [недоступне посилання] |
| 10 січня 2012 р.     | Донецьк, ПС «Дружба»           |                      |                                        |              |                                         | «Pro Boxing Show — X», міжнародний професійний турнір, бій за титул інтерконтинентального чемпіона світу за версією WBA (Яго Кіладзе — Jozsef Nagy) [недоступне посилання] |
| 26 серпня 2011 р.    | Донецьк, «Донбас-Арена»        |                      |                                        |              |                                         | «Pro Boxing Show — IX», міжнародний професійний турнір, бої за титул чемпіона світу за версією WBA (В'ячеслав Сенченко — Марко Антоніо Авендано, Кароль Балзай — Стас Каштанов), бої за титул чемпіона України. [недоступне посилання] |
| 14 січня 2011 р.     | Донецьк, цирк «Космос»         |                      |                                        |              |                                         | «Pro Boxing Show — VIII», міжнародний професійний турнір, бої за титул інтерконтинентального чемпіона світу та чемпіона Європи за версією WBA [недоступне посилання] |
| 30 серпня 2010 р.    | Донецьк, площа ім. Леніна      |                      |                                        |              |                                         | «Pro Boxing Show — VII», 55-й ювілейний турнір UBP, міжнародний професійний турнір, бій за титул чемпіона світу за версією IBC (Володимир Кравець — Тарик Мадні), бій за титул чемпіона WBA (В'ячеслав Сенченко — Чарлі Хосе Наварро), бій за звання чемпіона Європи за версією EBU [недоступне посилання] |
| 20 лютого 2010 р.    | Донецьк, ПС «Дружба»           |                      |                                        |              |                                         | «Pro Boxing Show — VI», міжнародний професійний турнір, бій за звання чемпіона Європи за версією EBU [недоступне посилання] |
| 3 жовтня 2009 р.     | Донецьк, ПС «Дружба»           |                      |                                        |              |                                         | «Pro Boxing Show — V», міжнародний професійний турнір, бій за титул чемпіона WBA (В'ячеслав Сенченко — Мотокі Сасакі), бій за звання чемпіона Європи за версією EBU [недоступне посилання] |
| 10 квітня 2009 р.    | Донецьк, ПС «Дружба»           |                      |                                        |              |                                         | «Pro Boxing Show — IV», міжнародний професійний турнір, бій за титул чемпіона WBA (В'ячеслав Сенченко — Юрій Нужненко)), бій за звання чемпіона Європи за версією EBU [недоступне посилання] |
| 29 листопада 2008 р. | Донецьк, ПС «Дружба»           |                      |                                        |              |                                         | «Pro Boxing Show — III», міжнародний професійний турнір, бій за звання чемпіона Європи за версією EBU, бій за титул інтерконтинентального чемпіона WBA, [недоступне посилання з серпня 2019] |
| 8 липня 2008 р.      | Донецьк, ПС «Дружба»           |                      |                                        |              |                                         | «Pro Boxing Show — II», міжнародний професійний турнір, бій за звання чемпіона Європи за версією EBU [недоступне посилання] |
| 25 березня 2008 р.   | Донецьк, ПС «Дружба»           |                      |                                        |              |                                         | «Pro Boxing Show», міжнародний професійний турнір, перший турнір під брендом «Pro Boxing Show» [недоступне посилання] |
| 15 грудня 2007 р.    | Донецьк, ПС «Дружба»           |                      |                                        |              |                                         | «Victory», міжнародний професійний турнір, 3 титульних поєдинки [недоступне посилання] |
| 21 серпня 2007 р.    | Донецьк, площа ім. Леніна      |                      |                                        |              |                                         | «Фаворити рингу», міжнародний професійний турнір, 5 титульних поєдинків; вперше в Україні турнір проведено просто неба [недоступне посилання] |
| 17 квітня 2007 р.    | Донецьк, цирк «Космос»         |                      |                                        |              |                                         | «Гладіатори рингу», міжнародний професійний турнір, вперше в Україні транслювався каналом «Eurosport» у прямому ефірі [недоступне посилання] |
| 9 березня 2007 р.    | Донецьк, цирк «Космос»         |                      |                                        |              |                                         | «VIVAT БОКС», міжнародний професійний турнір, присвячений 75-річчю Донбаса [недоступне посилання] |
| 23 грудня 2006 р.    | Донецьк, ПС «Дружба»           |                      |                                        |              |                                         | «Виклик», міжнародний професійний турнір, присвячений 75-річчю Донбаса і 5-річчю UBP [недоступне посилання] |
| 21 липня 2006 р.     | Донецьк, ПС «Дружба»           |                      |                                        |              |                                         | «БУМ-БОКС», міжнародний професійний турнір [недоступне посилання] |
| 28 лютого 2006 р.    | Донецьк, ПС «Дружба»           |                      |                                        |              |                                         | «Атака», міжнародний професійний турнір [недоступне посилання] |
| 14 січня 2005 р.     | Донецьк, ПС «Дружба»           |                      |                                        |              |                                         | «НОК-АУТ», міжнародний професійний турнір [недоступне посилання] |
| 22 вересня 2004 р    | Донецьк, ДС «Дружба»           |                      |                                        |              |                                         | «Адреналін», міжнародний професійний турнір [недоступне посилання] |
| 23 червня 2004 р.    | Донецьк, ПС «Дружба»           |                      |                                        |              |                                         | «Непорушна стіна», міжнародний професійний турнір [недоступне посилання] |
| 8 квітня 2004 р      | Донецьк, ПС «Дружба»           |                      |                                        |              |                                         | «Чистий Четвер», міжнародний професійний турнір [недоступне посилання] |
| 12 грудня 2003 р.    | Донецьк, ПС «Дружба»           |                      |                                        |              |                                         | міжнародний професійний турнір [недоступне посилання] |
| 12 вересня 2003 р.   | Донецьк, ДМ «Юність»           |                      |                                        |              |                                         | міжнародний професійний турнір [недоступне посилання] |
| 1 липня 2003 р.      | Донецьк, ДМ «Юність»           |                      |                                        |              |                                         | міжнародний професійний турнір [недоступне посилання] |
| 22 лютого 2003 р.    | Харків, Цирк                   |                      |                                        |              |                                         | міжнародний професійний турнір |
| 29 листопада 2002 р. | Харків, цирк                   |                      |                                        |              |                                         | міжнародний професійний турнір [недоступне посилання] |
| 15 червня 2002 р.    | м. Донецьк, ДС «Дружба»        |                      |                                        |              |                                         | «Літній грім», міжнародний професійний турнір [недоступне посилання] |
| 16 лютого 2002 р.    | Донецьк, ПС «Дружба»           |                      |                                        |              |                                         | міжнародний професійний турнір |
| 10.11.2001р.         | Україна, Донецьк, ПС «Дружба». | 8 раундів - 69,9 кг  | Віктор Сидоренко [Україна] 3(1)-0-0    | W 1 RTD (8)  | Михайло Виниченко [Україна] 2(1)-1(0)-0 | |
| 10.11.2001р.         | Україна, Донецьк, ПС «Дружба». | 10 раундів - 90,7 кг | Олексій Трофімов [Україна] 9(7)-1(0)-0 | W 3 RTD (10) | Валерій Макєєв [Росія] 1(1)-16(10)-0    | |
| 03.06.2000р.         | Україна, Донецьк.              | 4 раунди - 61,2 кг   | Ігор Сердюк [Україна] 0-0-0            | W 4 PTS (4)  | Віктор Гуменюк [Україна] 0-0-0          | |
| 03.06.2000р.         | Україна, Донецьк.              | 10 раундів - 79,4 кг | Олексій Трофімов [Україна] 7(5)-0-0    | W 1 TKO (6)  | Яралі Яралієв [Росія] 1(0)-3(0)-0       | |